# Édouard Ménétries
Édouard Ménétries (Parigi, 2 ottobre 1802 – San Pietroburgo, 10 aprile 1861) è stato un entomologo e naturalista francese.
Ménétries nacque a Parigi e divenne studente di Georges Cuvier e Pierre André Latreille. Grazie alla loro raccomandazione venne scelto come zoologo in una spedizione russa in Brasile nel 1822, guidata dal barone von Langsdorff. Al suo ritorno venne nominato curatore della Collezione Zoologica di San Pietroburgo. Nel 1829 venne inviato dallo zar in un viaggio di esplorazione sul Caucaso.
Ménétries fu un'autorità in lepidotteri e coleotteri, ma lavorò anche su altri ordini. La maggior parte delle specie classificate da lui provengono dalla Russia e dalla Siberia, ma al museo fu in grado di studiare insetti provenienti da altre parti del mondo. Due collezioni di questo genere furono quelle riportate dalle spedizioni di Alexander von Middendorf (1842-1845) e Leopold von Schrenck (1853-1857) in California e Alaska, così come in Siberia. La sua collezione si trova nel Museo dell'Accademia di San Pietroburgo.

## Pubblicazioni
Lista parziale
- Catalogue raisonné des objets de zoologie recueillis dans un voyage au Caucase et jusqu'aux frontières de la Perse. St.-Pétersbourg, 271 p.(1832)
- Sur un nouveau genre de lépidoptère nocturne de la Russie. Bull. phys. mat. Acad. Péters., t. 9, No. 195, pp. 40–43(1842)
- Lépidoptères de la Sibérie orientale et en particulier des rives de l'Amour. Bull. Acad. Sci. St. Pétersb., T. 17, p. 212-221*(1859)
- Sur quelques Lépidoptères du gouvernement de Jakoutsk. Bull. Acad. Sci. St.Pétersb., t. 17, pp. 494–500 (1859)
- Descriptions de nouvelles espèces de Lépidoptères de la collection de l'Académie impériale des Sciences. 3-ème et dernière partie in: Ménétriès, E. Enumeratio corporum animalium Musei Imp. Acad. Sci. etc. Petropolitane. Pars 3, Lep. Heterocera. St.-Pétersbourg, pp. 145–161, t. 15-18 (1863).

| Ménétries è l'abbreviazione standard utilizzata per le specie animali descritte da Édouard Ménétries. Categoria:Taxa classificati da Édouard Ménétries |